# 孙黄田
孙黄田（1953年9月—），湖北黄冈人。中国人民解放军中将军衔。

## 生平
长期在中国人民解放军部队后勤部门工作。2008年，任总后勤部财务部部长。2012年7月，任总后勤部副部长。在其任内，《中华人民共和国军人保险法》、《中国人民解放军财务条例》等法律条例出台。2016年1月，任新成立的中央军事委员会后勤保障部副部长。
2005年晋升少将军衔。2013年7月，晋升中将军衔。